# Poeciloneuron
Poeciloneuron, monotipski biljni rod čija jedina vrsta P. indicum endem iz južne Indije.
P. indicum  je do 36 metara visoko zimzeleno drvo koje se klasificira porodici kalofilumovki, a po nekima u Pentaphylacaceae. Drvo mu je vrlo tvrdo i teško.